# Монте Видон Корадо
Мо̀нте Видо̀н Кора̀до (на италиански: Monte Vidon Corrado, на местен диалект Muntidù, Мунтиду) е село и община в Централна Италия, провинция Фермо, регион Марке. Разположено е на 429 m надморска височина. Населението на общината е 784 души (към 2011 г.).
До 2004 г. общината е част от провинция Асколи Пичено, когато участва в новата провинция Фермо.